# Glenn Hardin
Glenn Foster "Slats" Hardin, född 1 juli 1910 i Derma i Mississippi, död 6 mars 1975 i Baton Rouge i Louisiana, var en amerikansk friidrottare som tävlade under 1930-talet på 400 meter häck.
Hardin slog igenom vid OS 1932 i Los Angeles där han blev silvermedaljör efter Irlands Bob Tisdall. Trots att Hardin slutade tvåa räknades hans resultat som världsrekord eftersom Tisdall slog i en häck vilket på den tiden diskvalificerade en från att inneha världsrekordet. 
Mellan 1932 och 1936 var Hardin obesegrad på 400 meter häck och slog världsrekordet ytterligare två gånger. Hans tid från Stockholm 1934 på 50,6 kom att stå sig som rekord fram till 1953 då Juri Litujev slog den. 
Vid OS 1936 i Berlin vann Hardin guld på 400 meter häck före Kanadas John Loaring. 